# Hazas de Cesto
Hazas de Cesto est une ville espagnole située dans la communauté autonome de Cantabrie.